# Paul van der Ploeg
Paul van der Ploeg (9 de septiembre de 1989) es un deportista australiano que compite en ciclismo de montaña en la disciplina de campo a través. Ganó una medalla de oro en el Campeonato Mundial de Ciclismo de Montaña de 2013, en la prueba por eliminación.

## Palmarés internacional
| Campeonato Mundial | Campeonato Mundial           | Campeonato Mundial | Campeonato Mundial |
| Año                | Lugar                        | Medalla            | Competición        |
| ------------------ | ---------------------------- | ------------------ | ------------------ |
| 2013               | Pietermaritzburg (Sudáfrica) | Medalla de oro     | Eliminación        |